# Dragona (Roma)
Dragona è una frazione di Roma Capitale (zona "O" 42), situata in zona Z. XXXII Acilia Nord, nel territorio del Municipio Roma X (ex Municipio Roma XIII).
Sorge sul lato nord del viale dei Romagnoli, adiacente alla via Ostiense, a ovest della frazione di Dragoncello.

## Storia
Il sito di Dragone, secondo Piero Labbadia, è il luogo in cui è avvenuto lo sbarco di Enea, sulla base del racconto virgiliano e dell'interpretazione della cartografia di Luigi Canina (1845), che indica sulle alture di Dragone il toponimo "Troja".
La zona fu sede, probabilmente, nell'alto medioevo della Curtis Draconis di papa Gregorio IV (828-844), così chiamata per la presenza di grossi rettili colubridi, detti "draconi" dai locali.
Nella Curtis Draconis papa Gregorio IV costruì per sé una splendida villa di campagna "circondata di portici", che si "distendeva attraverso saloni e solarii" (Liber Pontificalis). Siamo dunque in presenza, secondo Piero Labbadia, di quella che rappresenta a tutt'oggi la prima villa papale della storia, costruita a scopo di villeggiatura e degna di accogliere i vescovi di Roma.

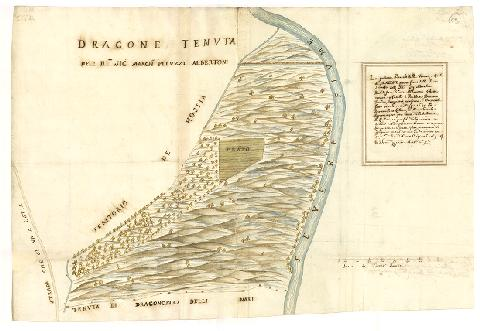
La tenuta di Dragone nel Catasto Alessandrino. Mappa redatta da Bernardino Calamo e Mario Gentile nel 1635 per una controversia sui confini.

Dragone deve essere stato il nome comune di tutto il tratto dell'Agro romano, comprendente l'ansa del Tevere, a partire dal Fosso di Malafede al territorio di Ostia, il cui stagno - detto "di Ponente" - e le confinanti saline rappresentavano con il loro margine settentrionale l'antica linea di costa risalente al XIV secolo a.C. Stagno e saline furono oggetto di ingenti lavori di bonifica ad opera di coloni ravennati che ne completarono il prosciugamento tra il 1884 ed il 1891. Tuttavia nei decenni successivi la bonifica proseguì con le necessarie opere di manutenzione, di appoderamento e di miglioramento fondiario effettuate nella prima metà del XX secolo con la concessione di numerosi mutui.
Durante i secoli XI, XII e XIII, assunse il nome di Fundus Draconis, altrimenti Mons Draconis, che nel 1074 venne donato per la metà da papa Gregorio VII alla abbazia di San Paolo fuori le mura la quale diede il nome al Monte o Monti detti di san Paolo. L'abbazia continuò a possedere il fondo che poi prenderà il nome di Dragoncello di San Paolo con una estensione di 369 rubbi, pari a circa 682 ettari.
Già in epoca medioevale il Fundus Draconis fu suddiviso in due parti: "Dragoni" e "Dragoncello".
Dal XVI secolo "Dragoni" divenne proprietà dei marchesi Paluzzi Albertoni. "Dragoni" è indicato in prossimità del Tevere nella carta di Eufrosino della Volpaia del 1547.

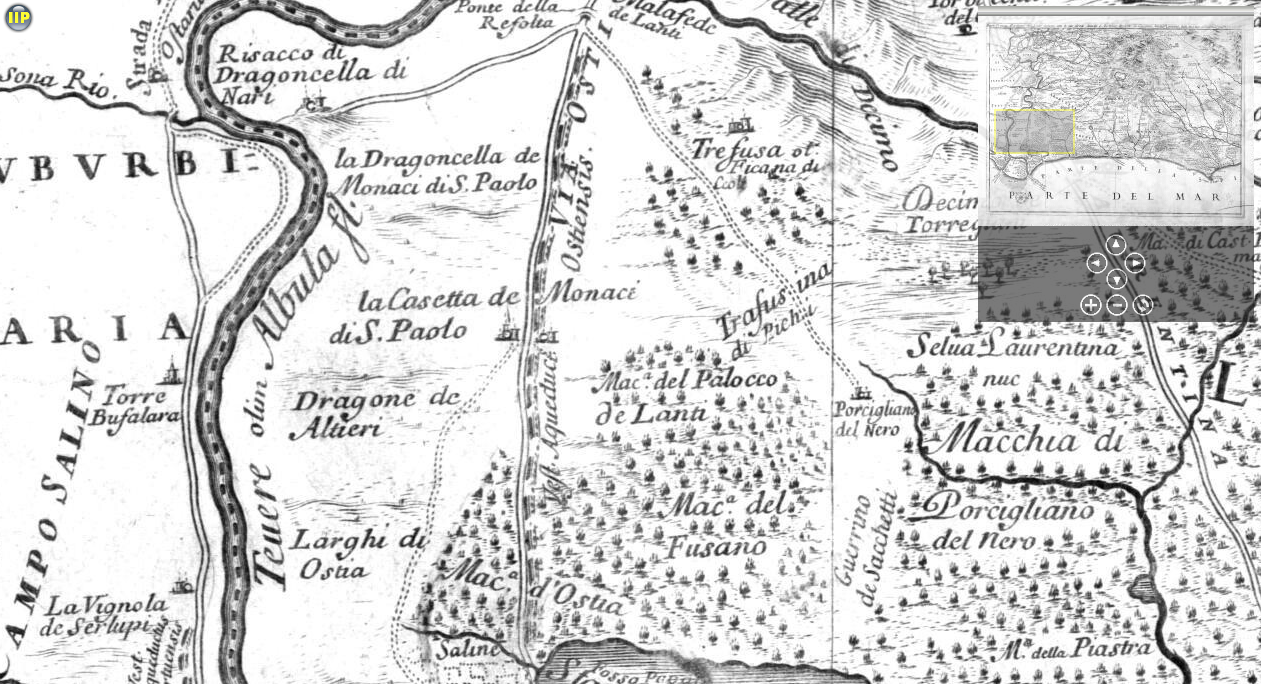
Giacomo Filippo Ameti, Parte prima maritima del Latio distinta con le sue strade antiche e moderne, 1693.

Verso la fine del XVII secolo la tenuta passò ai principi Altieri, eredi degli Albertoni. Infatti il casale del fondo risulta nella carta di Giovanni Battista Cingolani (Topografia geometrica dell'Agro romano, 1692) ed è indicato come "Dragone de' Altieri" nella carta di Giacomo Filippo Ameti del 1693. Agli inizi del XIX secolo la tenuta di Dragone, ancora di proprietà degli Altieri, aveva un'estensione di circa 213 rubbi, pari a poco più di 394 ettari.
Alla fine del XIX secolo Antonio Corsetti acquistò dai principi Altieri la tenuta di Dragone che fu divisa tra i suoi due figli: Carlo ebbe la parte verso il Tevere e Francesco quella verso viale dei Romagnoli. Dalla vendita e lottizzazione di quest'ultima parte della tenuta sorse spontaneamente l'attuale quartiere. L'acquisto dei lotti di terreno da 1000 m² fu effettuato soprattutto da braccianti o pastori emigrati principalmente dal Lazio meridionale, dalla Campania, dalla Calabria, dall'Abruzzo e dal Mezzogiorno d'Italia in genere.
L'evoluzione del nome della Curtis Draconis fu molto lenta e si trasformò nei secoli per successive corruzioni in "Dragoni", poi "Dragone", nome leggibile ancora oggi su gran parte delle carte topografiche, ed infine, dal 1950, in Dragona, denominazione con cui oggi è identificato questo quartiere di Roma.

## Monumenti e luoghi d'interesse

### Architetture religiose
- Chiesa Santa Maria Regina dei Martiri in Via Ostiense, su via Carlo Casini. Chiesa del XX secolo (1963). 41.786206°N 12.335302°E

Progetto di Aldo Aloysi e dell'ingegnere Ernesto Vichi. Parrocchia eretta il 24 giugno 1963 con decreto del cardinale vicario Clemente Micara "Cum in regione". Nel dicembre 1986 fu visitata da papa Giovanni Paolo II.
- Monastero della Visitazione, già Villa La Corsesca, su via La Corsesca. 41.78043°N 12.342693°E

### Siti archeologici
- Villa di Dragoncello (sito A), accesso da via Francesco Buzomi. Villa del II-I secolo a.C. 41.784491°N 12.339893°E

Villa con parte residenziale e produttiva.

### Aree naturali
- Tenuta di Dragone, su via di Dragone.

- Parco del Drago (ex area S.A.F.F.A.), accesso da via Francesco Buzomi, via Sarnico, via Carlo Casini e via Francesco Petra.

## Cultura

### Musei
- Museo Agostinelli, su via Donato Bartolomeo. Museo di cultura popolare.

### Cinema
Nel 1957 il quartiere ospitò il set cinematografico del film Le notti di Cabiria diretto da Federico Fellini, sceneggiato da Ennio Flaiano, Tullio Pinelli e Pier Paolo Pasolini, interpretato da Giulietta Masina, Amedeo Nazzari e Franca Marzi.

## Infrastrutture e trasporti
|  | È raggiungibile dalla stazione Acilia Sud-Dragona. |